# Nathan Kress
Nathan Kress Karl (* 18. listopadu 1992 Glendale, Kalifornie) je americký herec. Od svých tří let působil také jako profesionální dětský model. Je známý jako Freddie Benson v televizním seriálu iCarly,
což mu vyneslo pět nominací na cenu Young Artist Award.